# Lapeer Loggers
Die Lapeer Loggers waren eine US-amerikanische Eishockeymannschaft aus Lapeer, Michigan. Das Team spielte in der Saison 2010/11 in der All American Hockey League.

## Geschichte
Die Lapeer Loggers wurden 2010 als Franchise der All American Hockey League gegründet. Am 22. August 2010 bestätigte die Liga offiziell die Aufnahme der Mannschaft. Als erster Cheftrainer der Franchise-Geschichte wurde der Kanadier Lorne Knauft verpflichtet. Der ehemalige Profispieler verbrachte einen Großteil seiner Karriere in diversen Minor Leagues, darunter die American Hockey League. Im Januar 2011 wurde das Franchise unter dem Namen Michigan Moose weitergeführt. Noch während ihrer Premierensaison wurde das Team jedoch aufgelöst, ihr 21. und letztes Saisonspiel hatte die Mannschaft am 30. Januar 2011 gegen die Chi-Town Shooters bestritten. 